# Epitola pulverulenta
Epitola pulverulenta är en fjärilsart som beskrevs av Abel Dufrane 1953. Epitola pulverulenta ingår i släktet Epitola och familjen juvelvingar. Inga underarter finns listade i Catalogue of Life.